# V toj strane
V toj strane (В той стране) è un film del 1997 diretto da Lidija Bobrova.

## Trama
Il film si svolge in un villaggio russo, nella cui vita c'è tutto: nascita e morte, lotta tra amore e odio, bene e male, onore e tradimento...